# 코파 데 라 리가 1986
코파 데 라 리가 1986(스페인어: Copa de la Liga de Primera División 1986)은 코파 데 라 리가의 4번째이자 마지막 시즌이다. 이 대회는 1986년 5월 1일에 시작되어 1986년 6월 14일에 막을 내렸다. 시간 제약, 일정 포화, 그리고 구단의 압박으로 인해 코파 데 라 리가는 1982년에 출범하여 4년밖에 되지 않은 1986년에 폐지되기에 이르렀다.

## 형식
코파 데 라 리가는 라리가 1985-86에 참가하는 18개 구단과 세군다 디비시온, 세군다 디비시온 B, 그리고 테르세라 디비시온의 코파 데 라 리가 1985 우승 4개 구단이 참가했다. 모든 경기는 1·2차전 형식으로 진행되었다. 두 경기의 합계 점수에서 우위인 구단이 다음 단계로 진출할 자격이 주어졌다.

### 라 리가
| - 아틀레틱 빌바오 - 아틀레티코 마드리드 - 바르셀로나 - 베티스 - 카디스 | - 셀타 비고 - 에스파뇰 - 에르쿨레스 - 라스 팔마스 - 오사수나 | - 라싱 산탄데르 - 레알 마드리드 - 사라고사 - 레알 소시에다드 - 바야돌리드 | - 세비야 - 스포르팅 히혼 - 발렌시아 |

### 기타 구단
- 오비에도: 세군다 디비시온 부문 코파 데 라 리가 1985 우승
- 세스타오: 세군다 디비시온 B 1조 부문 코파 데 라 리가 1985 우승
- 알바세테: 세군다 디비시온 B 2조 부문 코파 데 라 리가 1985 우승
- 콩켄세: 테르세라 디비시온 부문 코파 데 라 리가 1985 우승

## 1라운드
1차전은 1986년 5월 1일과 4일에, 2차전은 1986년 5월 8일과 9일에 진행되었다.
| 팀 1            | 합계     | 팀 2            | 1차전 | 2차전 |
| --------------- | -------- | --------------- | ----- | ----- |
| 오사수나        | 4-5      | 베티스          | 2-2   | 2-3   |
| 카디스          | 0-1      | 스포르팅 히혼   | 0-1   | 0-0   |
| 사라고사        | 4-1      | 에르쿨레스      | 2-1   | 2-0   |
| 콩켄세          | 3-5      | 발렌시아        | 2-2   | 1-3   |
| 셀타 비고       | 3-4      | 에스파뇰        | 3-2   | 0-2   |
| 레알 소시에다드 | 4-3      | 아틀레틱 빌바오 | 2-1   | 2-2   |
| 세스타오        | 3-2      | 라스 팔마스     | 2-0   | 1-2   |
| 오비에도        | (승) 3-3 | 라싱 산탄데르   | 3-0   | 0-3   |
| 바야돌리드      | 8-5      | 알바세테        | 5-1   | 3-4   |

- 아틀레티코 마드리드, 바르셀로나, 레알 마드리드, 그리고 세비야는 부전승으로 다음 라운드에 진출했다.

## 2라운드
1차전은 1986년 5월 11일과 14일에, 2차전은 1986년 5월 18일과 21일에 진행되었다.
| 팀 1                | 합계 | 팀 2            | 1차전 | 2차전 |
| ------------------- | ---- | --------------- | ----- | ----- |
| 바르셀로나          | 6-2  | 레알 마드리드   | 2-2   | 4-0   |
| 발렌시아            | 6-3  | 에스파뇰        | 5-2   | 1-1   |
| 오비에도            | 2-5  | 레알 소시에다드 | 2-1   | 0-4   |
| 아틀레티코 마드리드 | 4-3  | 바야돌리드      | 3-3   | 1-0   |
| 세비야              | 0-1  | 세스타오        | 0-0   | 0-1   |

- 베티스, 사라고사, 그리고 스포르팅 히혼은 부전승으로 다음 라운드에 진출했다.

## 8강전
1차전은 1986년 5월 24일과 25일에, 2차전은 1986년 5월 29일에 진행되었다.
| 팀 1            | 합계 | 팀 2                | 1차전 | 2차전 |
| --------------- | ---- | ------------------- | ----- | ----- |
| 바르셀로나      | 3-2  | 스포르팅 히혼       | 1-0   | 2-2   |
| 레알 소시에다드 | 2-3  | 사라고사            | 1-0   | 1-3   |
| 발렌시아        | 2-4  | 베티스              | 1-2   | 1-2   |
| 세스타오        | 3-4  | 아틀레티코 마드리드 | 3-2   | 0-2   |

## 준결승전
1차전은 1986년 6월 4일에, 2차전은 1986년 6월 8일에 진행되었다.
| 팀 1                | 합계 | 팀 2       | 1차전 | 2차전 |
| ------------------- | ---- | ---------- | ----- | ----- |
| 사라고사            | 1-4  | 베티스     | 1-2   | 0-2   |
| 아틀레티코 마드리드 | 1-2  | 바르셀로나 | 0-1   | 1-1   |

## 결승전

### 1차전
| 베티스     | 1 – 0 | 바르셀로나 |
| ---------- | ----- | ---------- |
| 칼데론 16′ |       |            |

### 2차전
| 바르셀로나                          | 2 – 0 | 베티스 |
| ----------------------------------- | ----- | ------ |
| 아마리야 9′ · 알렉상코 40′ (페널티) |       |        |

| 코파 데 라 리가 1986  |
| --------------------- |
| 바르셀로나 2번째 우승 |

## 참고
1. ↑   호르헤 아라베나 
  페드로 우랄데